# Bericht aan zeevarenden
Het bericht aan zeevarenden (BaZ), (en)  Notice to mariners (NtM), (de)  Nachrichten für Seefahrer (NfS), (no)  Etterretninger for sjøfarende (efs) adviseert zeevarenden over belangrijke zaken inzake de veiligheid van de navigatie, inclusief nieuwe hydrografische informatie, veranderingen in kanalen en navigatie-hulpmiddelen en andere belangrijke gegevens.
Meer dan 60 landen die zeekaarten publiceren, produceren ook deze Berichten aan zeevarenden. Ongeveer 1/3e van deze BaZ's zijn wekelijks, een ander 1/3e is twee-maandelijks of maandelijks en de rest is onregelmatig uitgegeven in de mate van het nodige.

## Inhoud
De berichten in de BaZ kunnen zowel tijdelijk als voorlopig zijn. Tijdelijke, voorgesteld door een '(T)' van (en) Temporary, duidt op informatie die niet lang van toepassing gaat zijn zoals baggeroperaties, marineoefeningen … Deze worden, wanneer ze niet meer gelden, gevolgd door een bericht om ze te schrappen.
Hier tegenover staan de voorlopige berichten, aangeduid door '(P)', staande voor (en) Preliminary. Deze berichten zullen langer van toepassing zijn en vaak permanent worden. Een voorbeeld is berichten bij het plaatsen van nieuwe bebakening. Een voorlopig bericht wordt gevolgd door een definitief bericht.
De BaZ geven niet enkel nieuwe updates, maar ook de Maritime Safety Information (MSI) dat nog van kracht is. Deze MSI wordt uitgezonden door de reddings- en coördinatiecentra van de landelijke kustwacht, in België bijvoorbeeld het MRCC Oostende.

### Doel
Door middel van deze BaZ wordt getracht om de veiligheid van de navigatie te bevorderen. Een zeekaart moet vaak genoeg bijgewerkt worden met de meest recente en nieuwste nautische informatie. Deze informatie kan gaan van veranderingen van boeien, gevaarlijke situaties, gewijzigde wetgevingen of richtlijnen, tot recente wrakkensites, overboord gevallen containers of nieuwe obstakels.
Wanneer men zelf een waarneming doet die betrekking heeft op de veiligheid op zee, zoals losse boeien, verdwenen topteken of nieuwe wrakken, dient men dit verplicht te melden aan de dichtstbijzijnde kustwacht.

### Overzicht van de correcties
Dit overzicht van correcties wordt uitgegeven in vijf volumes. Elk volume bevat een groot deel van de aarde met zijn regio's en deelregio's. Volume 5 bevat speciale kaarten en publicaties gecorrigeerd door de BaZ. Deze volumes bevatten alle BaZ, waardoor elke kaart gecorrigeerd kan worden door middel van 1 van deze volumes samen met de juiste BaZ.

## Uitgave

### België
In België gaat het over updates in de Belgische zee- en Scheldekaarten en de publicaties uitgegeven door de Vlaamse Hydrografie.
Deze publicaties worden tweewekelijks gepubliceerd en zijn genummerd van 1 tem 26, beginnend met nummer 1 in januari. De publicatie wordt zowel in het Engels als in het Nederlands geleverd. Ze zijn gratis beschikbaar op de website van de Vlaamse Hydrografie en ook te verkrijgen in een betalende papieren versie. Ook is er een tweewekelijks meldingssysteem via e-mail voor (gratis) geregistreerde gebruikers.

### Nederland
In Nederland worden deze berichten uitgegeven door de Dienst der Hydrografie, en gaan over Nederlandse en Caraïbische (en naburige) wateren. Ze verschijnen wekelijks en zijn gratis te verkrijgen als pdf via de internetpagina de versie is tweetalig Nederland plus Engels, of als boekje tegen betaling bij een aantal agentschappen.
De berichten zijn ook toegankelijk via een webpagina in een database met de zoeksleutels "jaartal" en "weeknummer", en ook met de zoeksleutel "kaartnummer". De publicatie is beschikbaar zowel in het Engels als in het Nederlands, en gaat over zeekaarten maar ook over watersportkaarten (1800-serie).

### Verenigd Koninkrijk
Het Hydrografisch Bureau publiceert wekelijks de Notices to Mariners (NMs) in pdf vorm, die gaan over maritieme zaken wereldwijd.

### Verenigde Staten
In de Verenigde Staten worden de BaZ (aldaar Notice to mariners genoemd) wekelijks uitgegeven door de National Geospatial Intelligence Agency (NGA) dat samenwerkt met de National Ocean Service (NOS) en de U.S. Coast Guard.
Hier bevatten deze berichten correcties van de papieren zeekaarten, de lichtenlijst, de loodskaarten en nog vele andere publicaties uitgegeven door de NGA, NOS en de Coast Guard.

### Canada
In Canada geeft de Canadese Coast Guard (CCG) deze berichten uit. Deze berichten bevatten de veiligheidsinformatie betreffende de Canadese wateren.
Ze worden maandelijks elektronisch gepubliceerd en kunnen gedownload worden van de Notices to Mariners Web site (NOTMAR). Deze site is gratis.
Ook is er een wekelijks en maandelijks meldingssysteem via mail voor geregistreerde gebruikers.